# Грейт-Кеппел
Грейт-Кеппел (англ. Great Keppel Island) — остров у восточного побережья Квинсленда, Австралия.
Это крупнейший из двенадцати островов группы Кеппел. Грейт-Кеппел занимает территорию 14.5 км2. Протяжённость острова с севера на юг 5,6 км, с востока на запад — 6,4 км. Территория острова преимущественно равнинная. Высшая точка — 161 метр над уровнем моря. Грейт-Кеппел является частью национального Морского парка Большого Барьерного рифа. Многочисленные пляжи острова привлекают большое количество туристов. Остров известен своим разнообразием рыб.